# Кателде (Салерно)
Кателде је насеље у Италији у округу Салерно, региону Кампанија.
Према процени из 2011. у насељу је живело 166 становника. Насеље се налази на надморској висини од 305 м.